# 高石恭子
高石 恭子（たかいし きょうこ、1960年 - ）は、日本の臨床心理学者、甲南大学教授。

## 来歴
兵庫県生まれ。1983年京都大学教育学部教育心理学卒、88年同大学院教育学研究科博士後期課程単位取得退学。1992年甲南大学文学部専任講師、96年助教授、2003年教授。学生相談室専任カウンセラー。

## 著書
- 『臨床心理士の子育て相談 悩めるママとパパに寄り添う48のアドバイス』人文書院 2010

### 共編著
- 『大学生がカウンセリングを求めるとき こころのキャンパスガイド』小林哲郎,杉原保史共編著 ミネルヴァ書房 2000
- 『講座心理療法 心理療法と物語』山口素子、武野俊弥、川戸円共著 岩波書店 2001
- 『現代人と母性 心の危機と臨床の知』松尾恒子共編 新曜社 2003
- 『〈私〉という謎 自我体験の心理学』渡辺恒夫共編著 新曜社 2004
- 『育てることの困難 心の危機と臨床の知』編 人文書院 2007
- 『12人のカウンセラーが語る12の物語』杉原保史共編著 ミネルヴァ書房 2010
- 『学生相談と発達障害』岩田淳子共編著 学苑社 2012
- 『子別れのための子育て』編 平凡社 甲南大学人間科学研究所叢書「心の危機と臨床の知」 2012

### 翻訳
- デイヴィッド・L.ミラー『甦る神々 新しい多神論』桑原知子共訳 春秋社 1991
- カレン・A.シグネル『女性の夢 こころの叡知を読み解く』訳者代表 誠信書房 1997
- N.クォールズ=コルベット『聖娼 永遠なる女性の姿』菅野信夫共訳 日本評論社 1998
- ハリエット・レーナー『女性が母親になるとき あなたの人生を子どもがどう変えるか』誠信書房 2001

## 参考
- J-GLOBAL
- 『現代日本人名録』2002年